# Ususău

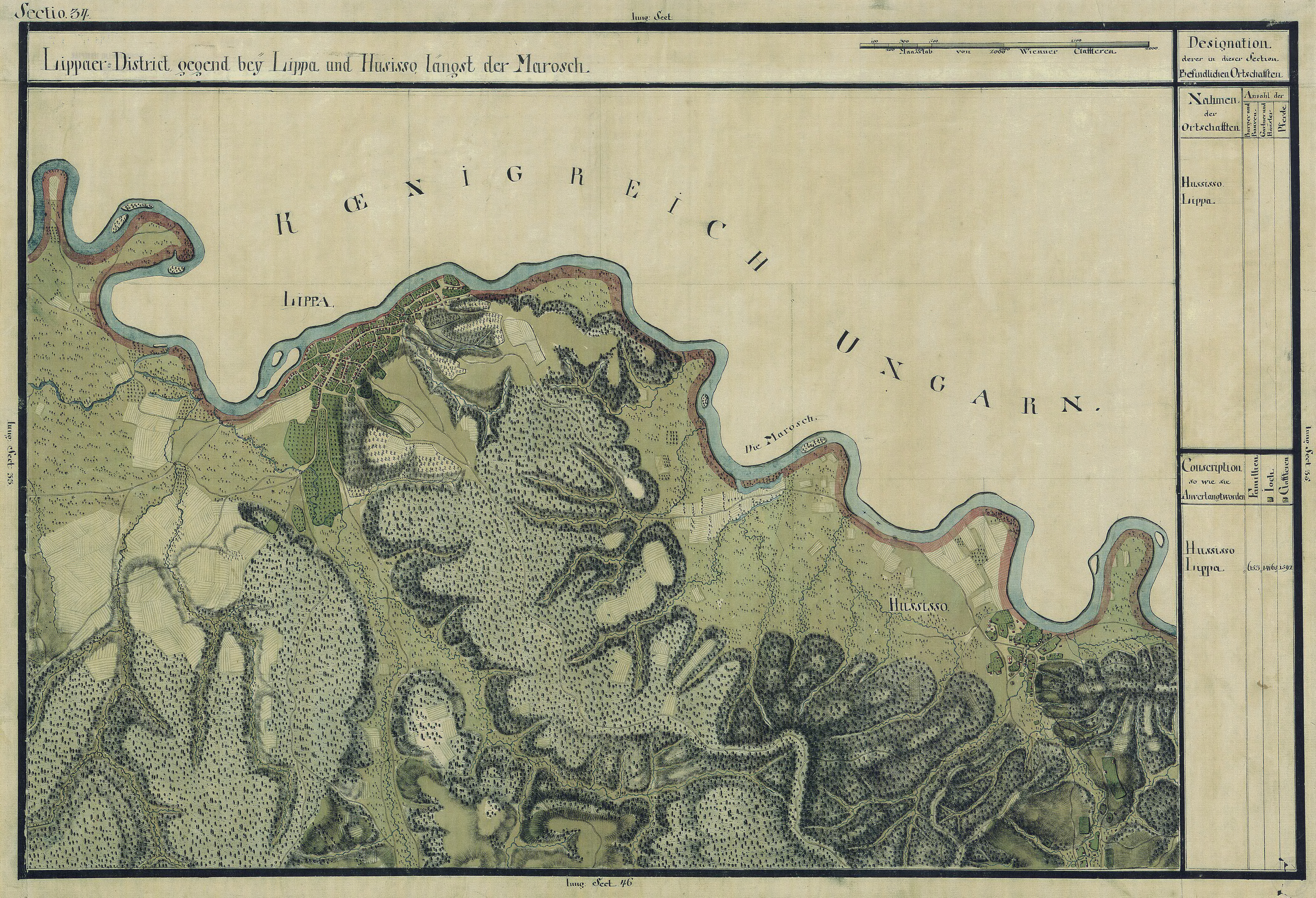
Ususău (Hussisso) auf der Josephinischen Landaufnahme von 1769–1772.

Ususău  (von 1919 bis 1925 Murăști; ungarisch Marosasző) ist eine Gemeinde im Kreis Arad, im Banat, im Westen Rumäniens. Zu der Gemeinde Ususău gehören auch die Dörfer Bruznic, Dorgoș, Pătârș und Zăbalț.

## Geografische Lage
Ususău liegt am linken Maroschufer, im Norden der Lipovaer-Hügel, in 43 km Entfernung von der Kreishauptstadt Arad.

## Nachbarorte
| Șoimoș | Odvoș                                       | Conop   |
| Lipova | Kompassrose, die auf Nachbargemeinden zeigt | Chelmac |
| Alioș  | Dorgoș                                      | Zăbalț  |

## Geschichte
Die erste urkundliche Erwähnung stammt aus dem Jahr 1418.
Im Laufe der Jahrhunderte traten verschiedene Schreibweisen des Ortsnamens in Erscheinung: Hozyaczo, Assiase, Hosszuaszo, Marosaszo, Hoszuszó.
Auf der Josephinischen Landaufnahme von 1717 ist Hussisso eingetragen und hatte 20 Häuser. Nach dem Frieden von Passarowitz (1718) war die Ortschaft Teil der Habsburger Krondomäne Temescher Banat. Auf der Mercy-Karte von 1723 ist der Ort Assiase bewohnt.
1786 sind 152 Familien registriert.
Infolge des Österreichisch-Ungarischen Ausgleichs (1867) wurde das Arader Land, wie das gesamte Banat und Siebenbürgen, dem Königreich Ungarn innerhalb der Doppelmonarchie Österreich-Ungarn angegliedert. Die amtliche Ortsbezeichnung war Marosasző.
Der Vertrag von Trianon am 4. Juni 1920 hatte die Grenzregulierung zur Folge, wodurch Murăști an das Königreich Rumänien fiel.
Diesen Namen trug die Ortschaft bis zur Verwaltungsreform von 1925, als Ususău amtlich als Ortsname eingeführt wurde.
In der Zwischenkriegszeit gehörte die Ortschaft zum Stuhlbezirk Lipova, Kreis Timiș-Torontal.